# Adolphe Prat

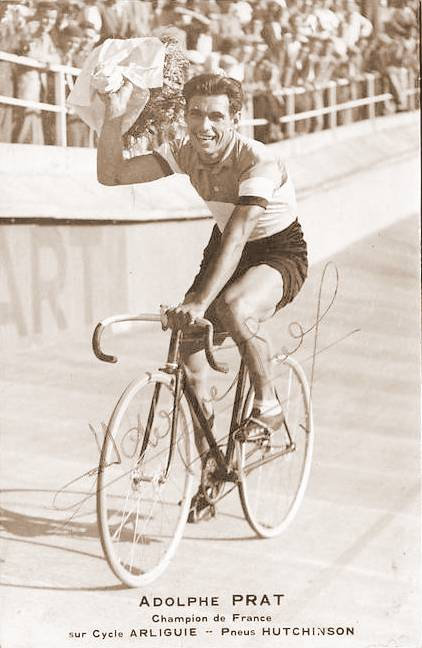
Adolphe Prat

Adolphe Prat (* 16. Dezember 1919 in Clichy; † 27. Juli 2002 in Albi) war ein französischer Radrennfahrer und nationaler Meister im Radsport.

## Sportliche Laufbahn
Mit 17 Jahren begann Prat mit dem Radsport. Als Amateur gewann er rund 20 Wettbewerbe. Von 1941 bis 1945 fuhr er als Unabhängiger. 1946 wurde er Berufsfahrer im Radsportteam Arlinguie-Hutchinson und blieb bis 1953 aktiv. 1943 konnte er die nationale Meisterschaft in der Einerverfolgung vor Charles Berty gewinnen.
Im Vélodrome d’Hiver gewann er Anfang der 1940er Jahre einige Rennen in Omniumwettbewerben und im Zweier-Mannschaftsfahren und avancierte zum Publikumsliebling. 1946 siegte er im Eintagesrennen Circuit des Deux Pont.